# 85. Infanterie-Division (Wehrmacht)
Die 85. Infanteriedivision war eine deutsche Infanteriedivision im Zweiten Weltkrieg. 

## Geschichte

### Aufstellung
Die Division wurde am 2. Februar 1944 aufgestellt.

### Atlantikwall
Nach  der Aufstellung wurde der Verband an der französischen Kanalküste stationiert. 

### Operation Overlord
Im Jahr 1944 war sie in Kämpfe gegen Westalliierte Truppen in der Normandie in Frankreich verwickelt. Bei diesen Kämpfen wurde die Division sehr stark dezimiert.

### Wiederaufstellung am Niederrhein
In der Normandie fast vernichtet, musste September 1944 am Niederrhein neu aufgestellt werden. 

### Eifel 1945
Bei Kämpfen Anfang März 1945 in der Eifel wurde die Division erneut zerschlagen. 

### Wiederaufstellung 1945
Daraufhin musste die Einheit am 29. April 1945 zum dritten Mal diesmal auf dem Truppenübungsplatz Döberitz bei Berlin neu aufgestellt werden. 

### Umbenennung
Im Anschluss an die Neuaufstellung wurde die Division am 8. April 1945 in Infanterie-Division Potsdam umbenannt.